# Якубу, Наджиб
Наджи́б Яку́бу (англ. Najeeb Yakubu; род. 1 мая 2000, Аккра) — ганский и нигерский футболист, защитник клуба «Приштина» и сборной Нигера.

## Биография
На юношеском уровне выступал за клубы «Нью Таун» и «Унистар Академи», который покинул в конце 2017 года. В 2018 году числился в нигерийском клубе «Нигер Торнадос». В сентябре 2018 года подписал трёхлетний контракт с клубом украинской Премьер-лиги «Ворскла». Первый официальный матч за клуб провёл 20 октября в домашнем матче чемпионата против киевского «Динамо» (0:1).
В апреле 2022 года отправился в аренду в испанский клуб «Луго».

## Карьера в сборной
В составе юношеской (до 17 лет) сборной Ганы в 2017 году стал финалистом юношеского Кубка Африки и четвертьфиналистом юношеского чемпионата мира.

## Достижения
«Ворскла»
- Финалист Кубка Украины (2): 2019/20, 2023/24